# Городское поселение Озёры
Городско́е поселе́ние Озёры — упразднённое муниципальное образование (городское поселение), существовавшее в составе Озёрского муниципального района Московской области. Образовано в 2005 году. Включало 6 населённых пунктов, крупнейший из которых был город Озёры.

## Население
| 2006    | 2007    | 2008    | 2009    | 2010    | 2011    |
| ------- | ------- | ------- | ------- | ------- | ------- |
| 31 264  | ↘28 943 | ↘28 870 | ↘28 778 | ↗28 805 | ↘28 756 |
| 2012    | 2013    | 2014    | 2015    |         |         |
| →28 756 | ↘28 656 | ↗28 671 | ↗28 897 |         |         |

## География
Площадь территории муниципального образования составляло 4716 га.
Поселение было расположено в центральной и западной частях Озёрского района. Граничило с сельским поселением Бояркинское — на севере, с сельским поселением Клишинское — на востоке и юге, с сельским поселением Знаменское Каширского муниципального района — на юге, с городским поселением Ступино Ступинского муниципального района — на западе.

## История
В ходе муниципальной реформы, проведённой после принятия федерального закона 2003 года «Об общих принципах организации местного самоуправления в Российской Федерации», в Московской области были сформированы городские и сельские поселения.
Городское поселение Озёры было образовано согласно закону Московской области от 28 февраля 2005 г. № 75/2005-ОЗ «О статусе и границах Озёрского муниципального района и вновь образованных в его составе муниципальных образований».
В состав городского поселения вошли город Озёры и ещё 5 сельских населённых пунктов Тарбушевского и Горского сельских округов. Старое деление на сельские округа было отменено позже, в 2006 году.
13 апреля 2015 года поселение было упразднено.

## Состав
В состав городского поселения Озёры входили:
| № | Населённый пункт                    | Статус  | Население | ОКТМО          | Бывшая административная единица |
| - | ----------------------------------- | ------- | --------- | -------------- | ------------------------------- |
| 1 | Александровка                       | деревня | ↗50       | 46 642 101 106 | Тарбушевский сельский округ     |
| 2 | Бабурино                            | деревня | ↘224      | 46 642 101 111 | Горский сельский округ          |
| 3 | Комарёво                            | село    | ↗104      | 46 642 101 116 | Тарбушевский сельский округ     |
| 4 | Озёры                               | город   | ↘23 826   | 46 642 101 001 |                                 |
| 5 | Тарбушево                           | деревня | ↘588      | 46 642 101 121 | Тарбушевский сельский округ     |
| 6 | центральной усадьбы совхоза «Озёры» | посёлок | ↘2038     | 46 642 101 126 | Тарбушевский сельский округ     |